# Přecházení pozemní komunikace

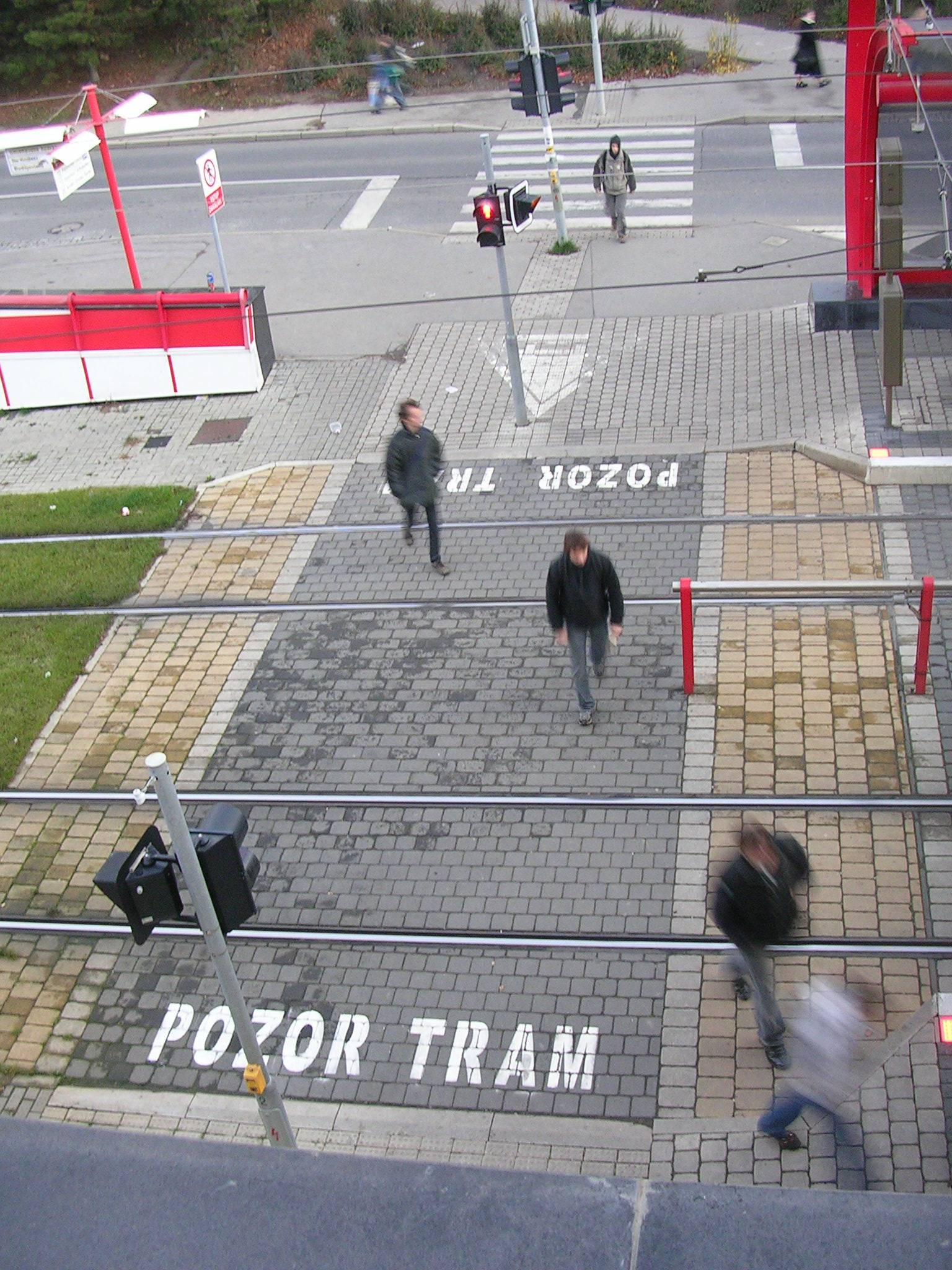
Praha, Barrandov, Chaplinovo náměstí: přechody přes tramvajovou dráhu a vozovku

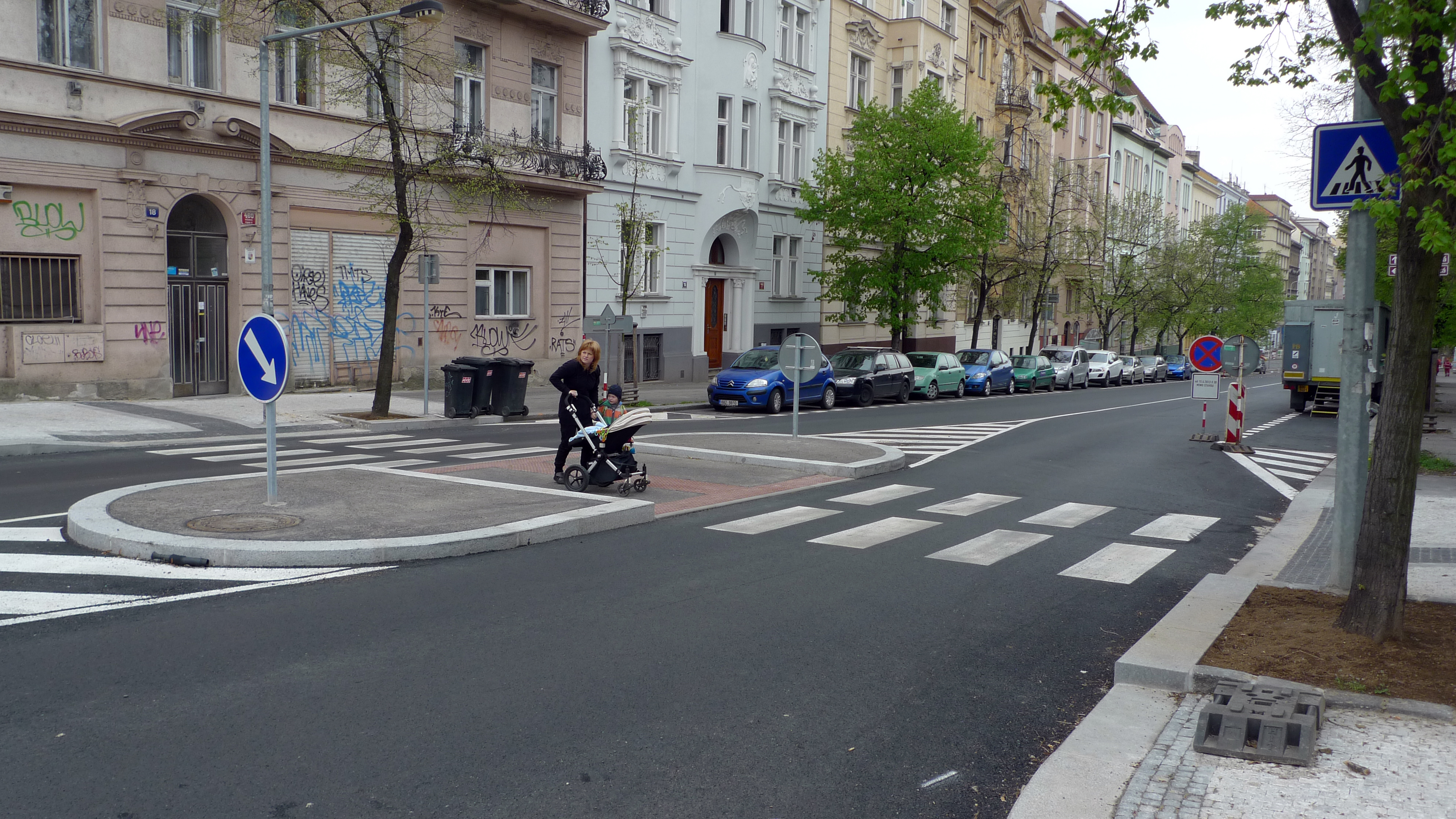
Přechod s čekacím ostrůvkem v Praze 10

Přecházením pozemní komunikace se rozumí zejména přecházení vozovky, ale též přecházení jiných jízdních pásů pozemní komunikace a také tramvajového pásu, tedy tramvajové dráhy v úseku, kde je vedena po pozemní komunikaci (aniž by přitom byla v právním smyslu její součástí).
Přecházení vozovky upravuje § 54 Zákona o silničním provozu (dále jen „ZSP“). Vzhledem k nejasné definici vozovky nejsou jednoznačná ani pravidla pro přecházení stezek pro jezdce na zvířeti, stezek pro cyklisty, parkovacích nebo odstavných pruhů, některých druhů účelových komunikací, například samostatných parkovišť a podobných ploch, atd. Přecházení tramvajového pásu není právními předpisy dostatečně upraveno, v praxi se obvykle uplatňují obdobně pravidla pro přecházení vozovky.

## Povinnosti chodců
Chodec nesmí přecházet vozovku, nalézá-li se ve vzdálenosti bližší než 50 metrů křižovatka s řízeným provozem, přechod pro chodce, místo pro přecházení vozovky, podchod nebo nadchod označené příslušnými dopravními značkami. Chodec nesmí překonávat zábradlí nebo jiné zábrany na vozovce.
Mimo přechod pro chodce se smí vozovka přecházet jen kolmo k její ose. Na přechodu pro chodce se má chodit vpravo. Chodec smí vstupovat na vozovku, jen když se předtím přesvědčil, že přecházením neohrozí žádné účastníky provozu a nedonutí řidiče přijíždějících vozidel k náhlé změně směru nebo rychlosti jízdy (tramvaji musí dát chodec přednost, což je jinými slovy vyjádřená tatáž povinnost, jakou má i vůči všem ostatním vozidlům). Nesmí vstupovat na přechod nebo vozovku bezprostředně před blížícím se vozidlem nebo přijíždí-li vozidlo s právem přednostní jízdy. Nevidomý chodec signalizuje úmysl přejít vozovku mávnutím bílou slepeckou holí ve směru přecházení. Čitelné chování ostatních chodců v blízkosti přechodu ZSP výslovně neupravuje a je možno je odvozovat jen z obecných ustanovení o povinnostech účastníků provozu. Jakmile chodec vstoupí na přechod nebo vozovku, nesmí se tam bezdůvodně zastavovat nebo zdržovat.
Pokud jsou v místě přecházení v provozu signály pro chodce, je chodec povinen se jimi řídit. Pro chodce platí i pokyny policisty při řízení dopravy podle § 75 Zákona o silničním provozu.
Přecházení tramvajového pásu nebo samostatné tramvajové dráhy není právními předpisy dostatečně upraveno, v praxi se obvykle uplatňují obdobně pravidla pro přecházení vozovky. Vyznačení přechodu pro chodce nebo umístění světelných signálů pro chodce v místě přechodu přes tramvajový pás nebo samostatnou tramvajovou dráhu je právně sporné, přecházení mimo takto vyznačená místa rovněž. V některých případech se v rámci pokusu o řešení vyznačují nestandardizovanými a nekodifikovanými způsoby takzvaná místa pro přecházení, což není oficiálně zavedený termín. Přechod přes samostatnou tramvajovou dráhu může být označen jako železniční přejezd, pak se povinnosti chodců řídí příslušnými ustanoveními.

## Povinnosti řidičů vůči přecházejícím chodcům
Podle § 5 odst. 1 písm. h) Zákona o silničním provozu je každý řidič s výjimkou řidiče tramvaje povinen „umožnit chodci, který je na přechodu pro chodce nebo jej zřejmě hodlá použít, nerušené a bezpečné přejití vozovky; proto se musí řidič takového vozidla přibližovat k přechodu pro chodce takovou rychlostí, aby mohl zastavit vozidlo před přechodem pro chodce, a pokud je to nutné, je povinen před přechodem pro chodce zastavit vozidlo,“ Tato povinnost byla do Pravidel silničního provozu s účinností do 1. 1. 2001 a mediálně byla nazývána „absolutní předností chodců“, přestože chodci mají vůči řidičům obdobné povinnosti jako na přechodu řidiči vůči chodcům. Od 1.1. 2001 je pod tímto písmenem text „snížit rychlost jízdy nebo zastavit vozidlo před přechodem pro chodce, sníží-li rychlost jízdy nebo zastaví-li vozidlo před přechodem pro chodce i řidiči ostatních vozidel jedoucích stejným směrem,“. Povinnost řidiče vůči chodci na přechodu byla přesunuta do § 5 odst. 2 písm. f) Zákona o provozu na pozemním chomunikacích (č. 361/2000 Sb.) řidič nesmí „ohrozit nebo omezit chodce, který přechází pozemní komunikaci po přechodu pro chodce nebo který zjevně hodlá přecházet pozemní komunikaci po přechodu pro chodce, v případě potřeby je řidič povinen i zastavit vozidlo před přechodem pro chodce; tyto povinnosti se nevztahují na řidiče tramvaje,“. Ve společnosti však stále přetrvává mylná domněnka, že řidič je povinen zpomalit, příp. zastavit a umožnit bezpečné přejití vozovky. Podle interpretace nového textu již řidič není povinen na chodce „čekat“ a zastavit vozidlo, v případě že chodce nijak neomezuje a neohrožuje.
Podle § 5 odst. 1 písm. i) téhož zákona je každý řidič (tentokrát včetně řidiče tramvaje) povinen „snížit rychlost jízdy nebo zastavit vozidlo před přechodem pro chodce, sníží-li rychlost jízdy nebo zastaví-li vozidlo před přechodem pro chodce i řidiči ostatních vozidel jedoucích stejným směrem,“ Tato specifická povinnost byla z Pravidel silničního provozu vypuštěna od 1. 1. 2001 a opět do nich byla navrácena od 1. 7. 2006.
Na přechodu pro chodce a bezprostředně před ním nesmí řidič předjíždět (§ 17 odst. 5 písm. d) ani otáčet (§ 24 odst. 4 písm. c). Na přechodu pro chodce a ve vzdálenosti 5 metrů před ním nesmí řidič zastavit ani stát (§ 27 odst. 1 písm. c).
Podle § 5 odst. 2 písm. f) ZSP nesmí řidič „ohrozit chodce přecházející pozemní komunikaci, na kterou řidič odbočuje, při odbočování na místo ležící mimo pozemní komunikaci, při vjíždění na pozemní komunikaci a při otáčení nebo couvání.“ Tato povinnost je určena k ochraně chodců před vozidly, která nepřijíždějí po té komunikaci, kterou chodec přechází a v jejímž směru se rozhlíží. Platí i vůči chodcům přecházejícím vozovku mimo přechod nebo jdoucím po pozemní komunikaci podélně. Podle § 70 odst. 2 ZSP na křižovatce s řízeným provozem řidič odbočující na signál s plným kruhovým zeleným světlem musí dát přednost chodcům přecházejícím ve volném směru po přechodu pro chodce. Odbočuje-li na signál se zelenou doplňkovou šipkou, nesmí přecházející chodce omezit ani ohrozit. Odbočuje-li na zelený signál ve tvaru šipky, musí dodržet obecná pravidla pro odbočování, přičemž může být žlutým signálem ve tvaru chodce upozorněn, že křižuje volný směr chodců, jež nesmí ohrozit.
Podle § 79 odst. 1 písm. j) a odst. 6 ZSP může osoba pověřená obecním úřadem obce s rozšířenou působností k zajištění bezpečného přechodu dětí a školní mládeže přes pozemní komunikaci v blízkosti školního zařízení a předepsaným způsobem označená zastavovat vozidla. Před přechodem pro chodce může ve vymezených případech k zajištění bezpečného přechodu chodců zastavovat vozidla také strážník obecní policie ve stejnokroji (§ 79 odst. 1 písm. c ZSP).
V ostatních případech mají řidiči vůči chodcům vždy obecnou povinnost chovat se ohleduplně a ukázněně (§ 4 písm. a) ZSP) a dbát zvýšené opatrnosti zejména vůči dětem a některým kategoriím zdravotně postižených osob. (§ 5 písm. d) ZSP).
Za neumožnění nerušeného a bezpečného přejití chodci na přechodu nebo za ohrožení chodce při odbočování apod. mohou být řidiči připsány 4 body podle bodového systému hodnocení řidičů, za nedodržení povinnosti zastavit vozidlo před přechodem 3 body.

## Související dopravní značky

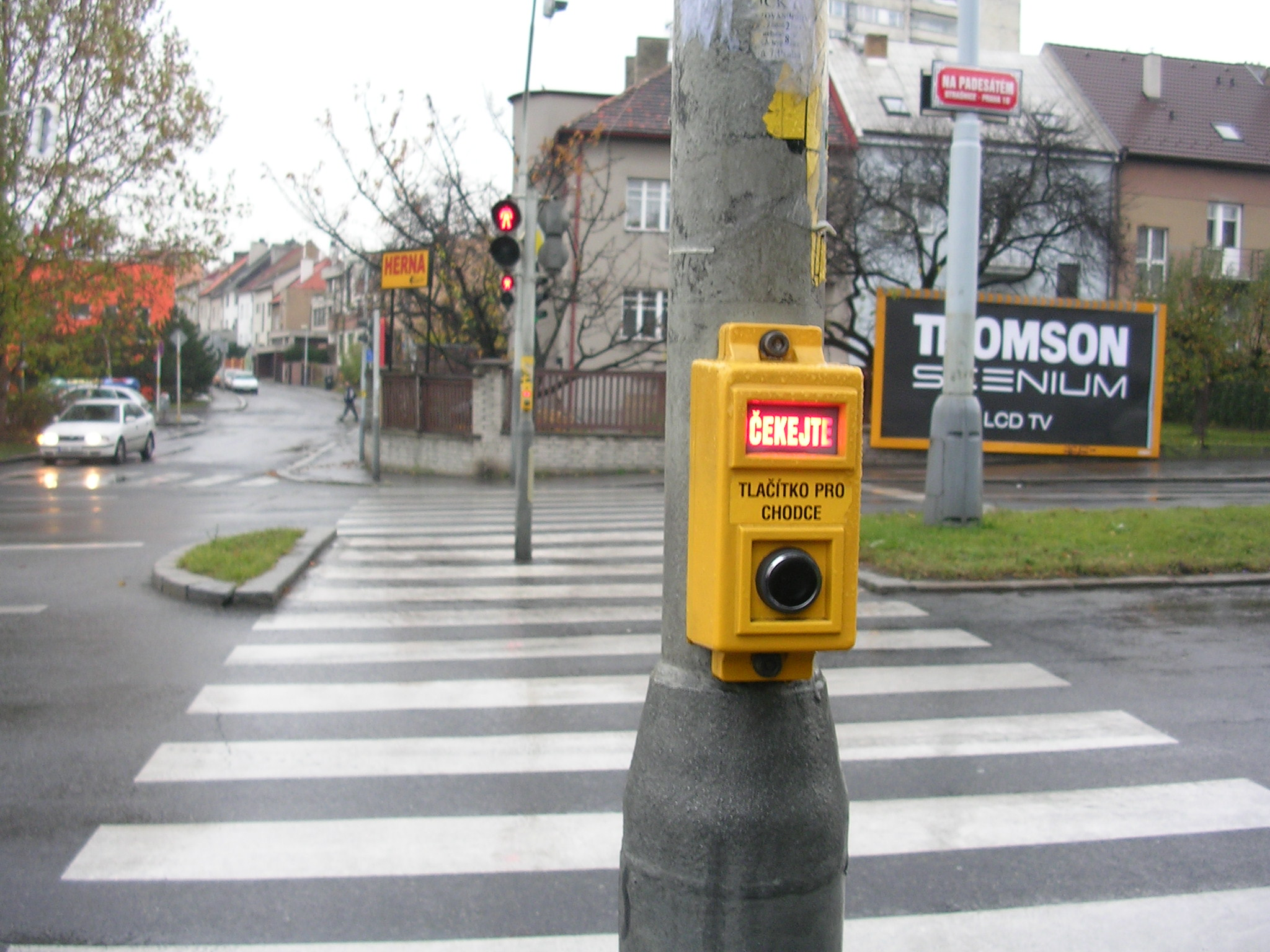
Přechod pro chodce se signalizací s tlačítkem pro chodce.

Přecházení se týkají zejména tyto dopravní značky podle vyhlášky č. 30/2001 Sb. v platném znění:
- IP 3 Podchod nebo nadchod
- IP 6 Přechod pro chodce
- A 11 Pozor, přechod pro chodce!
- V 7 Přechod pro chodce (vodorovná značka, „zebra“)
- A 12 Děti
- A 19 Cyklisté (například v místech křížení chodníku se stezkou pro cyklisty)
- A 25 Tramvaj (upozorňuje chodce na přechod tramvajové dráhy)
- V 15 Nápisy na vozovce (například POZOR TRAMVAJ)
- IP 27a Pěší zóna, IP 27b Konec pěší zóny
- IP 26a Obytná zóna, IP 26b Konec obytné zóny
- V 4 Vodicí čára (vymezuje hranici krajnice)
- C 14a Jiný příkaz, B 32 Jiný zákaz
- A 32a, A 32b Výstražný kříž pro železniční přejezd (používá se i na pěších přechodech přes dráhu)